# Legio I Parthica
Legio I Parthica (I Парфянський легіон) — римський легіон. За імператора Філіпа I Араба отримав додаткове ім'я Philippiana.

## Історія
Створений імператором Септимієм Севером у 197 році під час війни із Парфією. Тому він отримав назву Парфянського. Його було залишено в новоутвореній провінції Ассирія. Від імператора Севера отримав ім'я Severiana Antoniniana. У 216–217 роках брав участь у парфянському поході імператора Каракалли.
У 230–231 роках стояв у Нісібісі (північна Месопотамія). У 232 році був учасником походу імператора Олександра Севера проти Персії, де зазнав суттєвих втрат. Згодом брав участь у військовій кампанії імператора Гордіана III. Його емблему внесено на монети цього імператора.
У 346 році брав участь у перському поході імператора Констанція II. В цей час окремі загони легіону стояли у Лікії, Кілікії, Киренаїки та Верхньої Германії.
У 360 році при імператорі Юліані брав участь у поході проти Шапура, володаря Персії. В цей час легіон захищав місто Сингара (сучасне м. Синджар, Ірак) до У 363 році переведений до Нісібени (Месопотамія). З початку V століття розташовувався у Костянтині (провінція Осроена).